# Wereldvoetballer van het jaar 2009
In 2009 werd Lionel Messi door de FIFA uitgeroepen tot Wereldvoetballer van het jaar.
De uitreiking van de prijs vond plaats in het operahuis te Zürich op 21 december 2009. Een shortlist van 23 mannen en 10 vrouwen was op 30 oktober 2009 bekendgemaakt. Daarna werd deze lijst gereduceerd tot 5 mannen en vijf vrouwen op 7 december 2009. 

## Resultaten

### Mannen

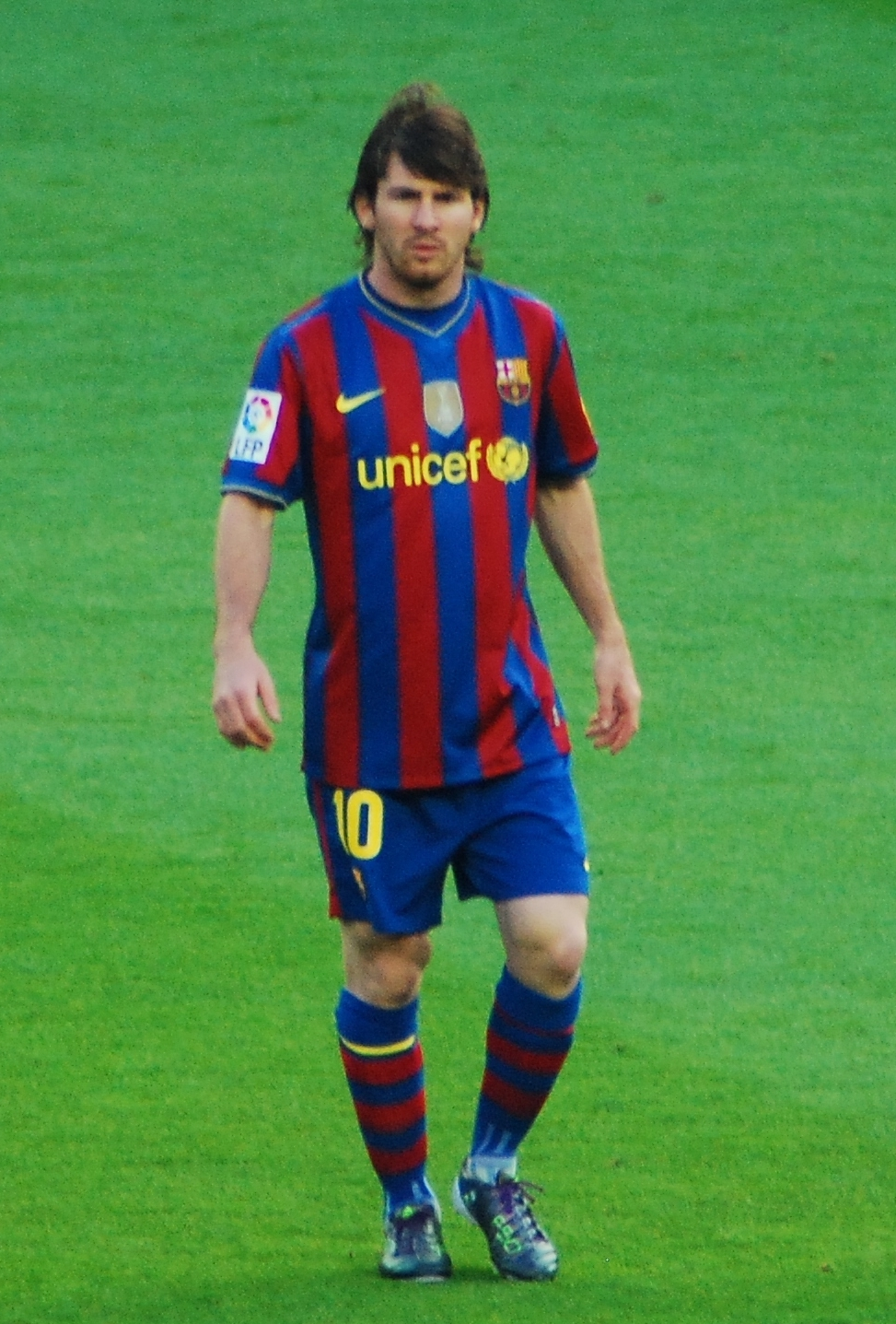
Lionel Messi werd in 2009 Wereldvoetballer van het jaar.

| #  | Speler             | Club                            | Punten |
| -- | ------------------ | ------------------------------- | ------ |
| 1  | Lionel Messi       | FC Barcelona                    | 1073   |
| 2  | Cristiano Ronaldo  | Manchester United → Real Madrid | 352    |
| 3  | Xavi Hernández     | FC Barcelona                    | 196    |
| 4  | Kaká               | AC Milan → Real Madrid          | 190    |
| 5  | Andrés Iniesta     | FC Barcelona                    | 134    |
| 6  | Didier Drogba      | Chelsea                         | 128    |
| 7  | Fernando Torres    | Liverpool                       | 113    |
| 8  | Steven Gerrard     | Liverpool                       | 64     |
| 9  | Samuel Eto'o       | FC Barcelona → Internazionale   | 54     |
| 10 | Wayne Rooney       | Manchester United               | 45     |
| 11 | Frank Lampard      | Chelsea                         | 31     |
| 12 | Michael Ballack    | Chelsea                         | 27     |
| 12 | John Terry         | Chelsea                         | 27     |
| 14 | Zlatan Ibrahimović | Internazionale → FC Barcelona   | 22     |
| 15 | Gianluigi Buffon   | Juventus                        | 19     |
| 15 | Michael Essien     | Chelsea                         | 19     |
| 17 | Iker Casillas      | Real Madrid                     | 17     |
| 18 | Carles Puyol       | FC Barcelona                    | 14     |
| 19 | Diego              | Werder Bremen → Juventus        | 8      |
| 19 | David Villa        | Valencia                        | 8      |
| 21 | Franck Ribéry      | Bayern München                  | 7      |
| 22 | Thierry Henry      | FC Barcelona                    | 6      |
| 23 | Luís Fabiano       | Sevilla                         | 2      |

### Vrouwen

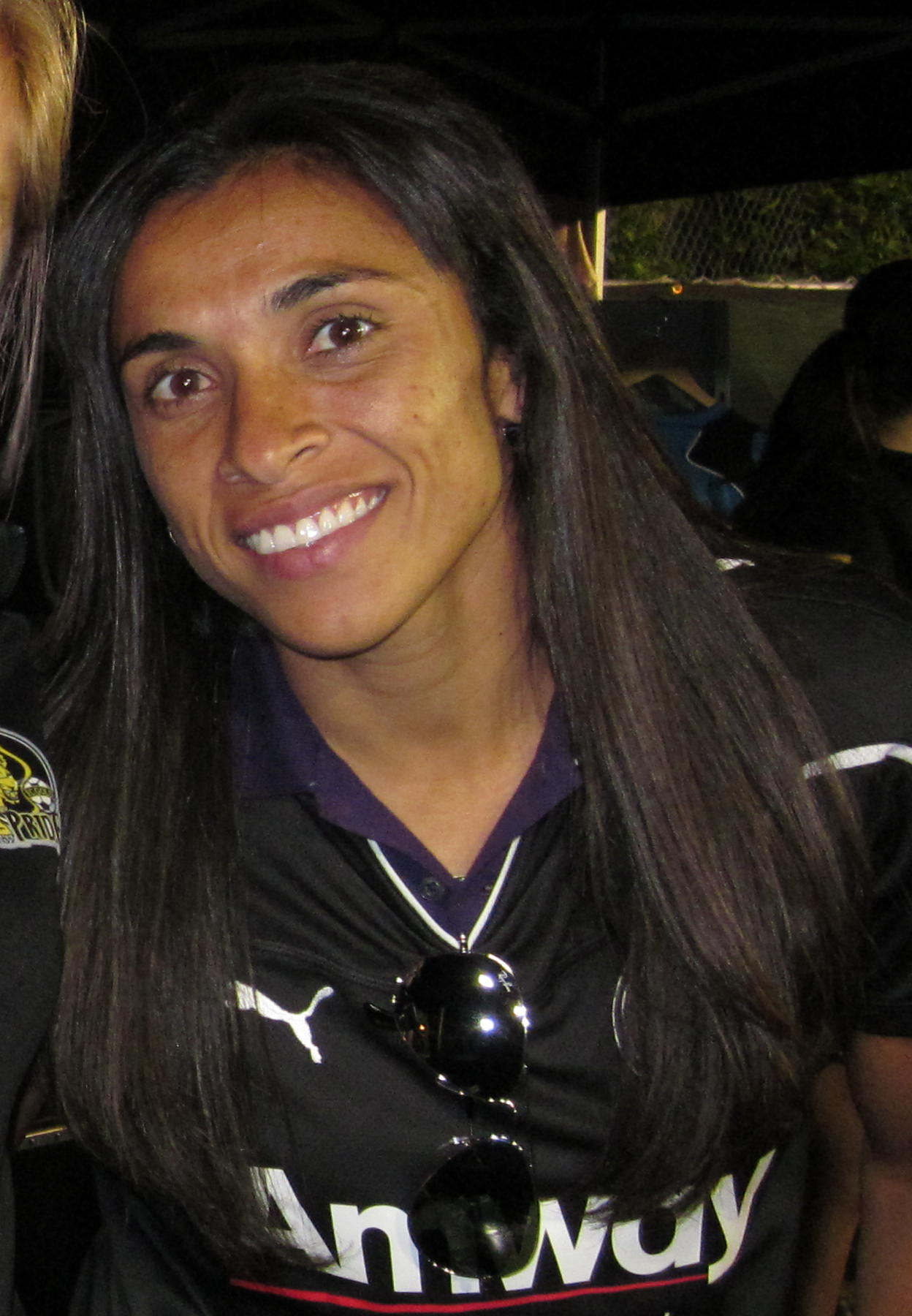
Marta werd in 2009 Wereldvoetbalster van het jaar.

| # | Speler       | Club                       | Punten |
| - | ------------ | -------------------------- | ------ |
| 1 | Marta        | Los Angeles Sol → Santos   | 833    |
| 2 | Birgit Prinz | 1. FFC Frankfurt           | 290    |
| 3 | Kelly Smith  | Boston Breakers            | 252    |
| 4 | Cristiane    | Chicago Red Stars → Santos | 239    |
| 5 | Inka Grings  | FCR 2001 Duisburg          | 216    |

#### Shortlist
- Nadine Angerer
- Sonia Bompastor
- Cristiane
- Inka Grings
- Mana Iwabuchi
- Simone Laudehr
- Marta
- Birgit Prinz
- Kelly Smith
- Abby Wambach

## Referentie
- World Player of the Year - Top 10

1991 · 1992 · 1993 · 1994 · 1995 · 1996 · 1997 · 1998 · 1999 · 2000 · 2001 · 2002 · 2003 · 2004 · 2005 · 2006 · 2007 · 2008 · 2009